# Windigo River
Windigo River är ett vattendrag i Kanada.   Det ligger i provinsen Ontario, i den sydöstra delen av landet, 1 500 km nordväst om huvudstaden Ottawa.
Trakten runt Windigo River är nära nog obefolkad, med mindre än två invånare per kvadratkilometer.